# Provincia de Buyumbura Mairie
La Provincia de Buyumbura Mairie es una de las diecisiete Provincias de Burundi. Alberga una población de 1000000 personas. La capital es Buyumbura.

## Comunas con población en agosto de 2019
- Muha 324,836
- Mukaza 306,415
- Ntahangwa 495,915

## Comunas
- Buterere
  - Quarters: Buterere I, Buterere II A, Buterere II B, Kabusa, Kiyange, Maramvya, Mubone, Mugaruro, Kiyange
- Buyenzi
  - Quarters: I, II, III, IV, V, VI, VII
- Bwiza
  - Quarters: Bwiza I, Bwiza II, Bwiza III, Bwiza IV, Kwijabe I, Kwijabe II, Kwijabe III
- Cibitoke
  - Quarters: I, II, III, IV, V, VI, VII
- Gihosha
  - Quarters: Gasenyi, Gihosha, Gikungu, Kigobe, Mutanga-Nord, Muyaga, Nyabagere, Taba, Winterekwa
- Kamenge
  - Quarters: Gikizi, Gituro, Heha, Kavumu, Mirango I, Mirango II, Songa, Teza, Twinyoni
- Kanyosha
  - Quarters: Gisyo-Nyabaranda, Musama, Nyabugete, Kizingwe-Bihara, Nkega-Busoro, Ruziba, Kajiji
- Kigobe
  - Quarters: Kigobe Nord, Kigobe Sud
- Kinama
  - Quarters: Bubanza, Buhinyuza, Bukirasazi I, Bukirasazi II, Bururi, Carama, Gitega, Kanga, Muramvya, Muyinga, Ngozi, Ruyigi, SOCARTI.
- Kinindo
  - Quarters: Kibenga, Kinanira I, Kinanira II, Kinanira III, Kinindo, Zeimet-OUA
- Musaga
  - Quarters: Gasekebuye-Gikoto, Gitaramuka, Kamesa, Kinanira I, Kinanira II
- Ngagara
  - Quarters: I, II, III, IV, V, VI, VII, VIII, IX, Industriel
- Nyakabiga
  - Quarters: Kigwati, Nyakabiga I, Nyakabiga II, Nyakabiga III
- Rohero
  - Quarters: Centre Ville, Rohero I - Gatoke, Kabondo, Mutanga-Sud - Sororezo, Asiatique, I.N.S.S, Rohero II, Kiriri-Vugizo

- Datos: Q1816580
- Multimedia: Bujumbura Mairie / Q1816580